# Chi Chien Wang
Chi Chien Wang (chinesisch 王己千, Pinyin Wáng Jǐqiān, auch Jiqian Wang bzw. C. C. Wang; * 1907 in Suzhou, Kaiserreich China; † 3. Juli 2003 in New York City) war ein chinesisch-amerikanischer Maler und Sammler antiker chinesischer Gemälde.

## Leben und Wirken
Er studierte bei Gu Linshi (1865–1930) und später bei Wu Hufan (1894–1968) Malerei.
1932 immatrikulierte sich Wang an der durch Methodisten geführten Soochow-Universität an ihrem damaligen Sitz in Shanghai. 1940 verfasste er zusammen mit Victoria Contag das Buch Maler- und Sammlerstempel der Ming- und Ch'ing-Zeit. Infolge des Chinesischen Bürgerkriegs flüchtete er 1949 mit seiner Frau und seinen zwei jüngsten Töchtern in die USA, seinen Sohn und seine älteste Tochter ließ er in China zurück. 1950 nahm er ein Studium an der Art Students League of New York auf. 1962 wurde er Vorsitzender der Kunstabteilung der Chinesischen Universität Hongkong. Seit den 1970er Jahren veranstaltete er zahlreiche Einzelausstellungen in verschiedenen Städten der USA, in London, Shanghai, Hongkong und Taipeh. 1980 wurde er von Sotheby’s zum Sonderberater für die Abteilung chinesische Malerei ernannt. Er starb 2003 in New York.
In den 1960er Jahren begann Wang zunehmend abstrakte Landschaften zu malen, wobei er sich gleichzeitig an die traditionellen Wertvorstellungen der alten chinesischen Malerei hielt. Er war einer der letzten chinesischen Künstler, der die Prinzipien der alten chinesischen Kunst mit ins Ausland nahm.
Als Sammler alter chinesischer Kunstwerke erlangte Wang internationalen Ruhm. 1998 wurden 25 Werke aus seiner Sammlung dem Metropolitan Museum of Art übergeben. Zu den wichtigsten Werken dieser Gruppe gehört die hängende Bildrolle Flussufer von Dong Yuan aus dem 10. Jahrhundert, deren Echtheit jedoch von dem Kunsthistoriker James Cahill angezweifelt wurde.

## Publikationen
- Contag, Victoria und Wang Chi-Ch'üan [王季銓]: Maler- und Sammlerstempel der Ming- und Ch'ing-Zeit. Commercial Press 1940 (Foto)
  - Contag, Victoria u. Wang Chi-Ch'ien [王季遷]: Seals of Chinese painters and collectors of the Ming and Ch'ing periods reproduced in facsimile size and deciphered. Introduction by J. Cahill. Revised edition with supplement. Hong Kong 1966. Hong Kong University Press; New edition (1982), ISBN 9622090346
- Mountains of the Mind: The Landscape Paintings of Wang Chi-Ch'ien. Vorwort von James Cahill. John Weatherhill, New York und Tokio, 1970.
- C. C. Wang: Landscape Paintings. Vorwort von James Cahill. University of Washington Press, Seattle und London, 1986.
- C. C. Wang: Recent Works. Vorwort von Arnold Chang. 1993.